# Pont arc-en-ciel
Pour les articles homonymes, voir Arc-en-ciel (homonymie).

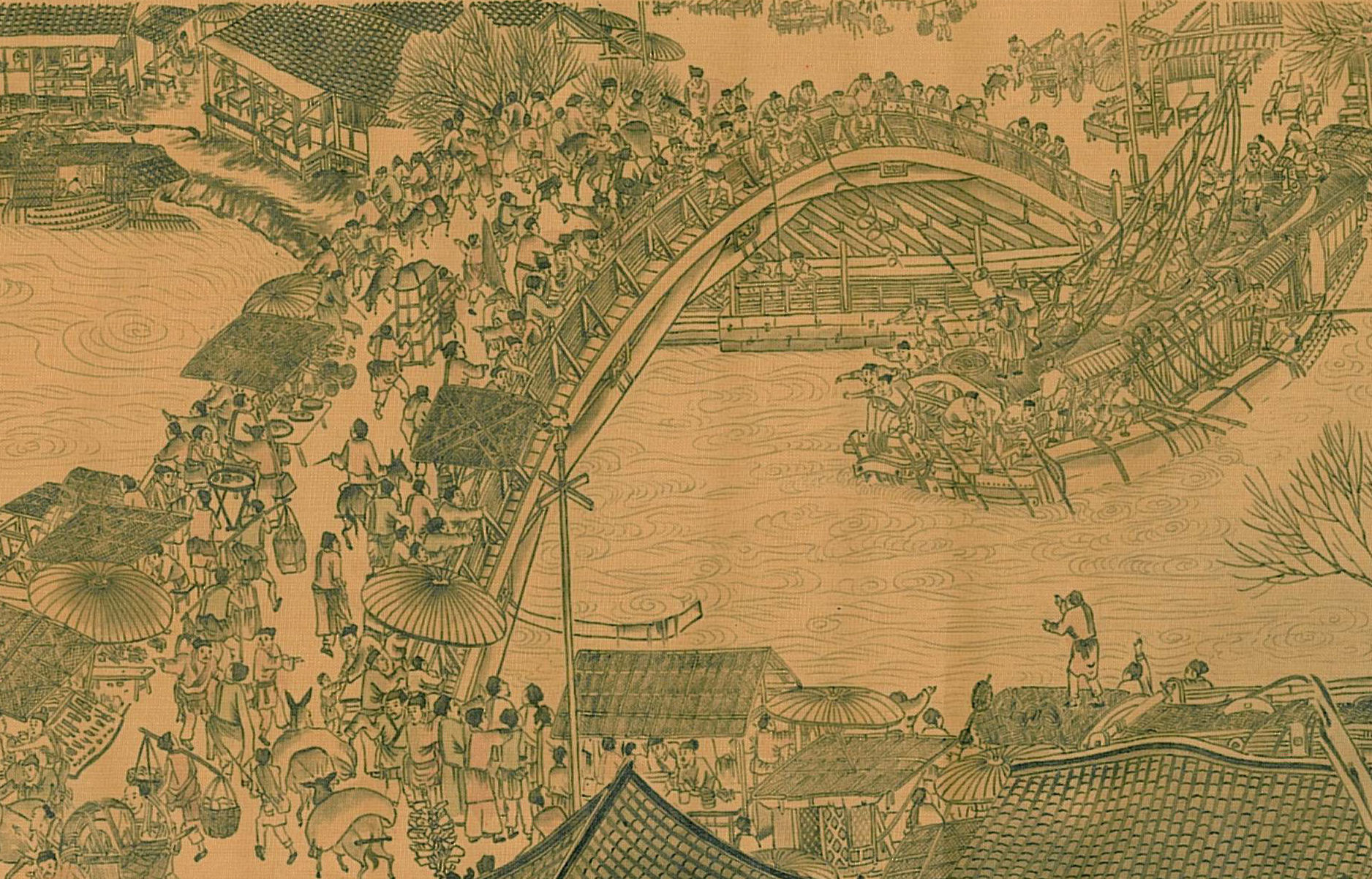
Détail de la peinture chinoise du XIIe siècle Le Jour de Qingming au bord de la rivière montrant un pont arc-en-ciel à Kaifeng sous la dynastie Song.

Un pont arc-en-ciel, chinois simplifié : 彩虹桥 ; chinois traditionnel : 彩虹橋 ; pinyin : Cǎihóng Qiáo, est un type de pont en bois conçu en Chine sous la dynastie des Song entre 960 et 1279.

## Conception
Sous les Song, avec la réunification de la Chine sous une dynastie commune, la population double, passant de cent à deux cents millions de personnes.
Les canaux d'irrigation se multipliant pour les rizières et la circulation des biens, des personnes et des armées augmentant, il devient alors nécessaire de construire des ponts bon marché pouvant être construits rapidement, solides pour résister au temps et aux passages et surtout pouvant enjamber de grandes sections de canaux et rivières sans piles dans le cours d'eau pour ne pas craindre les inondations et permettre la circulation fluviale.
Les ponts en arche de pierre ne pouvant avoir une grande portée, la réponse à ces contraintes est la conception du pont arc-en-ciel : un pont en bois, d'une seule travée, dont les piles reposent sur les rives et non dans le cours d'eau.
Ils sont élaborés par le garde d'une prison dans la province de Shandong, une région montagneuse et subissant de nombreuses inondations au printemps.
La particularité des ponts arc-en-ciel est la charpente de leur tablier : elle est littéralement composée de deux charpentes en troncs imbriquées entre elles de telle sorte qu'elles se bloquent mutuellement sous leur propre poids. Le reste du pont est tout ce qu'il y a de plus classique : fondations en pierre de taille, revêtement en planches ou en pierre, garde-corps, etc.
Un autre intérêt de ces ponts est leur esthétique : la courbe de l'arche et le volume du pont, réduit au minimum grâce à l'utilisation du bois comme matériau, le rend aérien et gracieux.

## Reconstitution

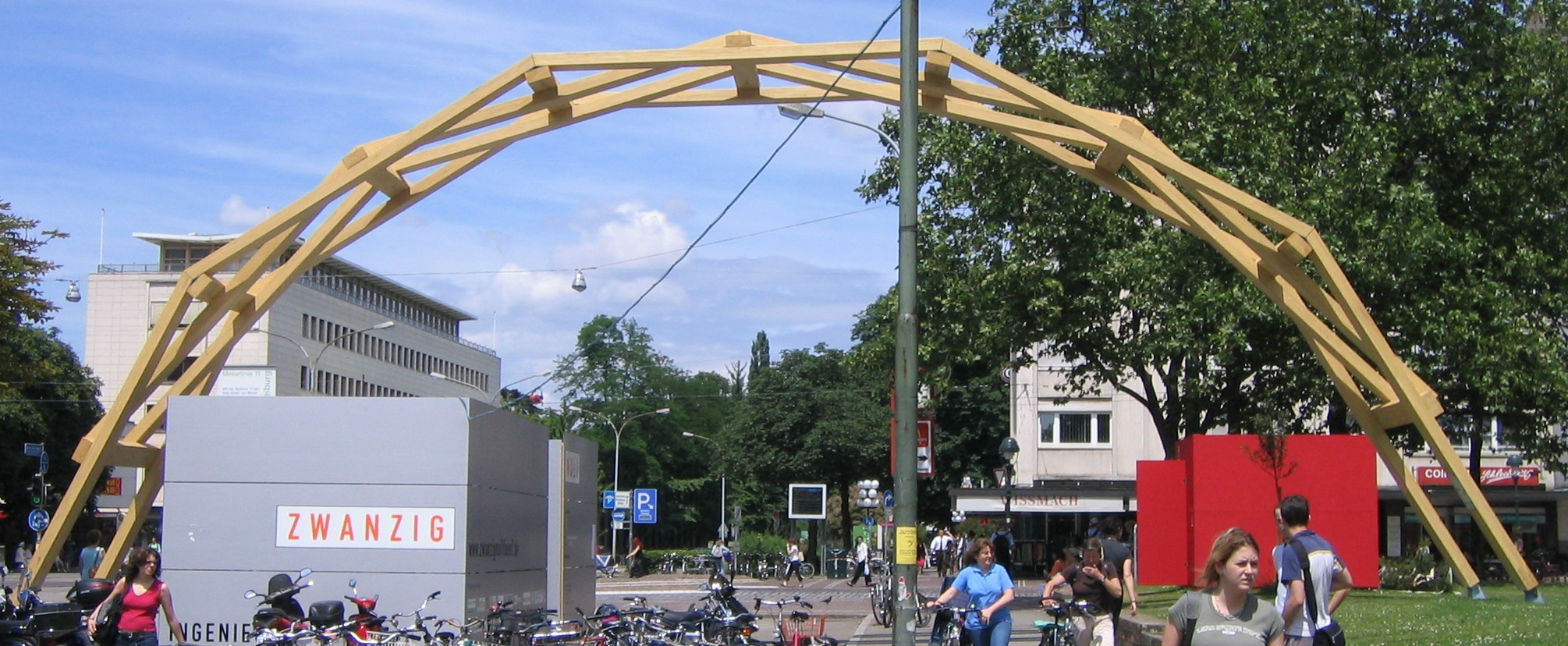
Reconstitution du tablier d'un pont arc-en-ciel à Fribourg-en-Brisgau d'après des plans de Léonard de Vinci.

Le secret de la technique de construction des ponts arc-en-ciel est longtemps resté un mystère car il n'en reste plus depuis longtemps, la technique de construction s'est perdue et ils ne sont représentés que sur une seule peinture vieille de 900 ans, Le Jour de Qingming au bord de la rivière, montrant un pont arc-en-ciel dans Kaifeng, la première capitale des Song.
Avec l'aide du professeur Tang Huan Cheng, spécialiste des anciens ponts de Chine, une équipe de Nova, une série de documentaires scientifiques de la Public Broadcasting Service (service public de télévision américain), s'est lancé pour défi de reconstruire un pont arc-en-ciel au-dessus d'un canal dans la ville de Jinze, non loin de la ville Song de Suzhou.
À raison de plusieurs maquettes et difficultés de terrain, le pont fut achevé en février 2000 et il relie aujourd'hui deux quartiers de la ville. Il reste de taille modeste et n'est réservé qu'aux piétons mais il montre la faisabilité de tels ouvrages qui pouvaient atteindre plusieurs dizaines de mètres de longueur et plusieurs mètres de hauteur.